# Windyki (gromada)
Windyki – dawna gromada, czyli najmniejsza jednostka podziału terytorialnego Polskiej Rzeczypospolitej Ludowej w latach 1954–1972.
Gromady, z gromadzkimi radami narodowymi (GRN) jako organami władzy najniższego stopnia na wsi, funkcjonowały od reformy reorganizującej administrację wiejską przeprowadzonej jesienią 1954 do momentu ich zniesienia z dniem 1 stycznia 1973, tym samym wypierając organizację gminną w latach 1954–1972.
Gromadę Windyki z siedzibą GRN w Windykach utworzono – jako jedną z 8759 gromad na obszarze Polski – w powiecie mławskim w woj. warszawskim, na mocy uchwały nr VI/10/8/54 WRN w Warszawie z dnia 5 października 1954. W skład jednostki weszły obszary dotychczasowych gromad Grzybowo Wielkie, Sławogóra Stara i Windyki ze zniesionej gminy Dębsk w tymże powiecie. Dla gromady ustalono 12 członków gromadzkiej rady narodowej.
31 grudnia 1959 z gromady Windyki wyłączono (a) wieś Grzybowo, włączając ją do gromady Wieczfnia Kościelna oraz (b) wieś Sławogóra Stara włączając ją do gromady Szydłowo w tymże powiecie, po czym gromadę Windyki zniesiono a jej (pozostały) obszar włączono do gromady Uniszki Zawadzkie tamże.